# 瓜拉雷
瓜拉雷（西班牙語：Guararé），是巴拿馬的城鎮，位於該國中南部，由洛斯桑托斯省的瓜拉雷區負責管轄，面積16.4平方公里，海拔高度25米，2010年人口4,524，人口密度每平方公里275.9人。